# سفارة دولة فلسطين لدى الدنمارك
سفارة دولة فلسطين لدى الدنمارك هي الممثلية الدبلوماسية العُليا لدولة فلسطين لدى الدنمارك. تقع السفارة في كوبنهاغن.